# Mats Olsson (handbollsspelare)
Mats Åke Olsson, född 12 januari 1960 i Malmö, är en svensk handbollstränare och tidigare handbollsmålvakt.
Som aktiv spelade han 292 landskamper för Sveriges landslag, från 1979 till 1997. Under den tiden utvecklades landslaget från att ha missat två raka OS 1976 och 1980 samt kommit på 11:e plats vid VM 1982, till att framför allt under Roger "Ragge" Carlssons och därefter Bengt "Bengan" Johanssons ledning bli ett av de världsledande landslagen med flera vunna mästerskapsmedaljer. 1994 blev Olsson förste svensk att med ett utländskt lag vinna Champions League, med spanska Teka Santander. 1987 utsågs han till Årets handbollsspelare i Sverige.
Vid en omröstning på IHF:s webbplats 2010 om världens bästa handbollsmålvakt genom tiderna kom Olsson på fjärde plats. 2024 valdes han in vid EHF:s hall of fame.

## Klubbkarriär
Mats Olssons moderklubb var Dalhems IF i Malmö. 1980 efter Lugis SM-guld började han spela för lundalaget Lugi HF. Efter åtta år i Lugi blev han professionell och representerade Caja Cantabria i Liga Asobal i Spanien. Efter att ha vunnit Champions League 1994 spelade han två år för Ystads IF. Han återvände 1996 till Spanien och Caja Cantabria där han avslutade spelarkarriären 1997.

## Landslagskarriär
Mats Olsson spelade i de svenska ungdomslandslagen 1978 till 1981. Han debuterade i landslaget den 24 juli 1979 mot dåvarande Jugoslavien i en förlustmatch som slutade 16-24. Som målvaktskollega hade han då Claes Hellgren. 18 år senare spelade han sin sista landskamp i VM-finalen den 1 juni 1997 i Komamoto, Japan mot Ryssland. Ryssland vann finalen med 23 mot 21. Han spelade 292 landskamper (294 enligt gamla statistiken) för Sverige mellan 1979 och 1997. Han deltog i fyra OS; 1984, 1988, 1992 och 1996 och därtill i sex VM-turneringar. Främsta meriterna blev ett VM-guld 1990 och två OS-silver 1992 och 1996 och EM-guld 1994.

## Tränarkarriär
Efter sin aktiva karriär satsade han på en civil karriär inom den privata sektorn innan han åter flyttade tillbaka till Caja Cantabria för att arbeta som general manager i klubben.
2001 blev han assisterande förbundskapten för Portugal. 2005 blev Mats Olsson förbundskapten för Portugals herrlandslag. Samma år skrev han även på ett kontrakt med Norges handbollsförbund som målvaktstränare för norska damlandslaget. 2025 har han fortfarande kvar målvaktstränaruppdraget för Norges damlandslag. Åren 2014 till 2021 var han även målvaktstränare för svenska herrlandslaget. 2021 slutade han i svenska herrlandslaget och tog över träningen av målvakterna i norska toppklubben Elverum Håndball.